# Lâu đài thành phố ở Kremnica
Lâu đài thành phố ở Kremnica (hay Lâu đài Kremnica, tiếng Slovakia: Mestský hrad v Kremnici, Kremnický hrad) là một tập hợp các di tích kiến trúc thời Trung cổ với nhiều chức năng khác nhau, có niên đại từ giữa thế kỷ 13 đến cuối thế kỷ 15. Lâu đài thành phố tọa lạc trên một ngọn đồi ở thành phố Kremnica, vùng Banská Bystrica, miền trung Slovakia. Ngày 18 tháng 5 năm 1955, lâu đài này được ghi danh vào Danh sách Di tích Trung ương. Ngày 24 tháng 4 năm 1970, lâu đài được công nhận là di tích văn hóa quốc gia.

## Lịch sử
Khu phức hợp lâu đài đã nhiều lần trải qua quá trình sửa chữa và thay đổi chủ sở hữu. Phần lớn các công cuộc trùng tu được thực hiện vào thế kỷ 18. Sau trận lở đất thảm khốc năm 1879, các công trình kiến trúc được tái thiết toàn diện vào mùa xuân năm 1884 để có diện mạo như ngày nay.
Hiện nay, lâu đài thành phố ở Kremnica được sử dụng làm trụ sở của Bảo tàng Tiền xu và Huy chương. Lâu đài này là hình ảnh tượng trưng cho thành phố Kremnica, là nơi tập hợp những công trình kiến trúc tuyệt vời, thể hiện kỹ năng xây dựng và tham vọng nghệ thuật của các nhà tạo tác.